# Ben Richardson (regatista)
Ben Richardson es un deportista estadounidense que compitió en vela en la clase Soling. Ganó una medalla de plata en el Campeonato Mundial de Soling de 2002.

## Palmarés internacional
| Campeonato Mundial | Campeonato Mundial          | Campeonato Mundial | Campeonato Mundial |
| Año                | Lugar                       | Medalla            | Clase              |
| ------------------ | --------------------------- | ------------------ | ------------------ |
| 2002               | Marblehead (Estados Unidos) | Medalla de plata   | Soling             |